# Porbandar

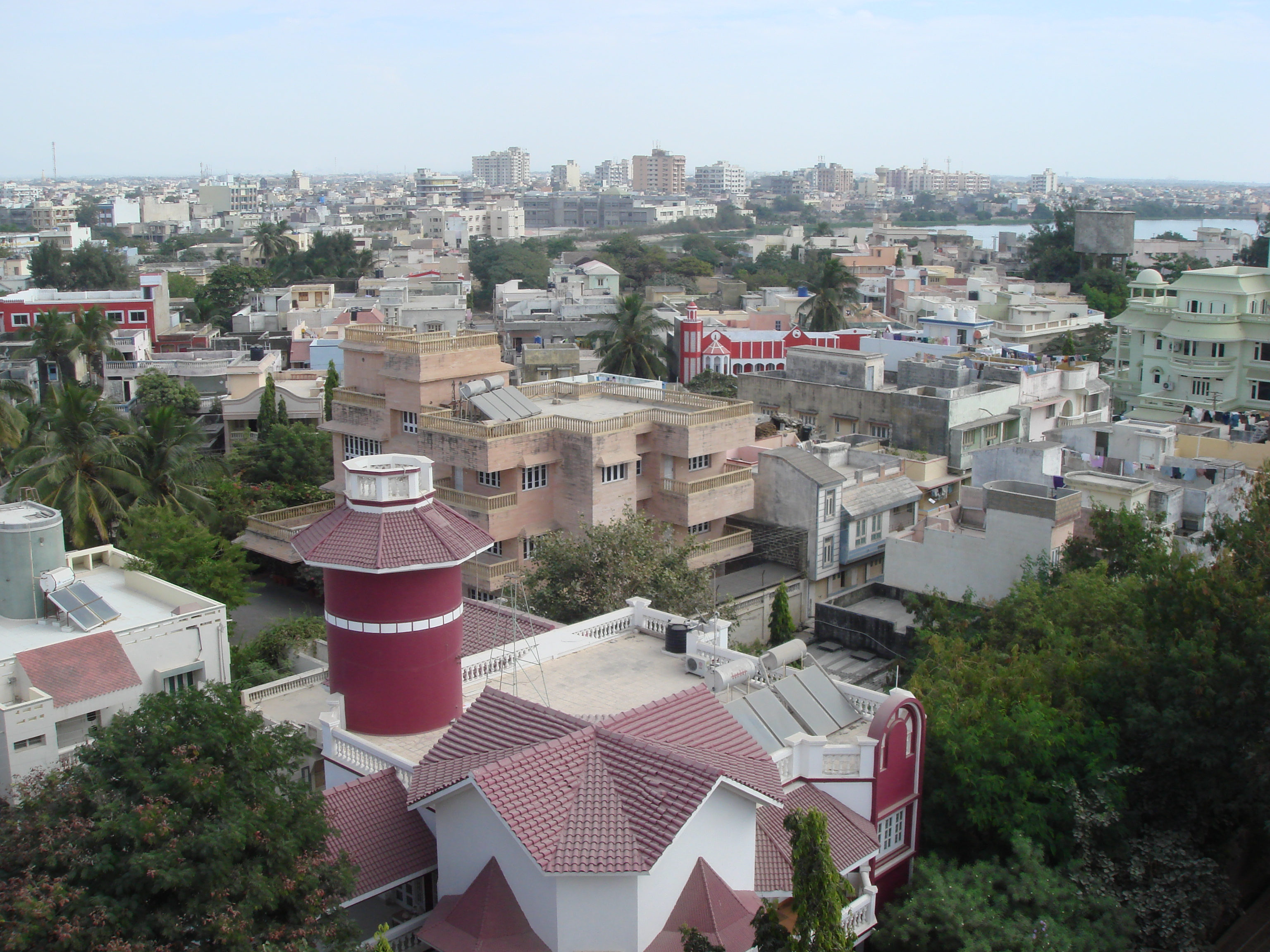
Vy över Porbandar.

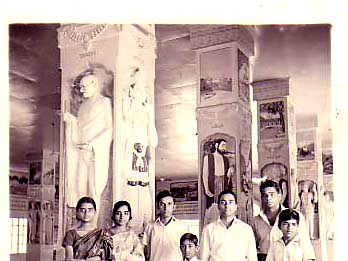
Githa Mandir med Gandhistatyn 1957.

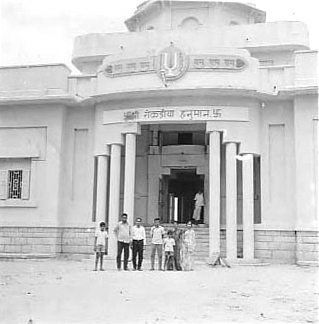
Rokhadia Hanuman-templet 1958.

Porbandar är en stad i den indiska delstaten Gujarat och är centralort i ett distrikt med samma namn. Folkmängden uppgick till 151 770 invånare vid folkräkningen 2011, med förorter 217 203 invånare. Porbandar är och en viktig hamn vid Arabiska havet och är mest känt för att vara Mahatma Gandhis födelseplats. 

## Historia
Furstendömet Porbandar grundlades 1785 och regerades av den hinduiska dynastin Jethwa. 1807 kom staden och furstendömet under brittiskt överhöghet.

## Sevärdheter

### Githa Mandir
Byggnaden är uppförd av en industriman på 1800-talet.[källa behövs] På alla väggar finns inskriptioner från Bhagavad-Gita. Byggnadens stenpelare är också utförda som skulpturer av gudar och gudinnor. Det finns även en staty som föreställer Mahatma Gandhi.

### Kirti Mandir
Gandhis födelseplats.

### Rokhadia Hanuman-templet
Det är ett av de äldre templen, beläget i Porbandars utkant. Rokhada betyder pengar på gujarati. Myten säger att de som besöker templet för att "se" (en upplevelse som kallas darshan) guden Hanuman kommer att bli rika.